# 자브로
자브로(영어: Jaburo, 일본어: ジャブロー)는
1. 애니메이션 작품 《건담 시리즈》에 등장하는 가공의 지명 및 군사 기지의 이름이다. 일년전쟁 이전부터 그리프스 전역 초기까지의 지구연방군의 총사령부이다.
2. 만화 《헬싱》에 등장하는 가공의 기지 이름이다. 남미에 있는 밀레니엄의 기지 이름이며, 명칭은 [1]에서 유래했다.

본 문서에서는 [1]에 대해 설명한다.

## 같이 보기
- 건담 시리즈
- 기동전사 건담